# كليف بيرش
كليف بيرش (بالإنجليزية: Cliff Birch)‏ (1 سبتمبر 1928 في المملكة المتحدة - 1990) هو مدرب كرة قدم ولاعب كرة قدم بريطاني في مركز جناح ‏. لعب مع كولتشستر يونايتد ونورويتش سيتي ونيوبورت كونتي وEbbw Vale F.C. ‏ وسبالدينغ يونايتد ‏.